# Arata
Arata är en ort i Argentina.   Den ligger i provinsen La Pampa, i den centrala delen av landet, 600 kilometer väster om huvudstaden Buenos Aires. Arata ligger 217 meter över havet och antalet invånare är 1 202.
Terrängen runt Arata är mycket platt, och sluttar österut. Runt Arata är det mycket glesbefolkat, med 2 invånare per kvadratkilometer.. Närmaste större samhälle är Caleufú, 18,8 kilometer väster om Arata.
Trakten runt Arata består till största delen av jordbruksmark.